# Indian Badminton League 2013
Die Indian Badminton League 2013 war die Erstauflage dieser Badmintonliga in Indien. Sechs Mannschaften waren am Start, wobei pro Team vier ausländische Spieler startberechtigt waren. Sieger wurden die Hyderabad HotShots.

## Teams

### Mumbai Masters
- Lee Chong Wei (Kapitän)
- Pranav Chopra
- Siki Reddy
- Manu Attri
- P. C. Thulasi
- B. Sumeeth Reddy
- Rasika Raje
- Harsheel Dani
- Tine Baun
- Marc Zwiebler
- Vladimir Ivanov

### Pune Pistons
- Ashwini Ponnappa (Kapitän)
- Sourabh Varma
- Anup Sridhar
- Sanave Thomas
- Arun Vishnu
- Rupesh Kumar
- Nguyễn Tiến Minh
- Juliane Schenk
- Joachim Fischer Nielsen
- Tan Wee Kiong

### Banga Beats
- Kashyap Parupalli (Kapitän)
- Akshay Dewalkar
- Aparna Balan
- Arvind Bhat
- Aditya Prakash
- J. Meghana
- Daniel Farid
- Hu Yun
- Carsten Mogensen
- Tai Tzu-ying
- Carolina Marín

### Hyderabad HotShots
- Saina Nehwal (Kapitän)
- Pradnya Gadre
- Tarun Kona
- Ajay Jayaram
- Visalakshi P. Kanthi
- Subhankar Dey
- C. Rahul Yadav
- Taufik Hidayat
- Tanongsak Saensomboonsuk
- Goh V Shem
- Lim Khim Wah

### Delhi Smashers
- Jwala Gutta (Kapitän)
- H. S. Prannoy
- Sai Praneeth Bhamidipati
- Arundhati Pantawane
- Valiyaveetil Diju
- Utkarsh Arora
- Nitchaon Jindapol
- Prajakta Sawant
- Tan Boon Heong
- Koo Kien Keat
- Wong Wing Ki

### Awadhe Warriors
- P. V. Sindhu
- R. M. V. Gurusaidutt
- Srikanth Kidambi
- Ruthvika Shivani
- Maneesha Kukkapalli
- K. Nandagopal
- Vinay Kumar Singh
- Sapsiree Taerattanachai
- Markis Kido
- Chong Wei Feng
- Mathias Boe
- Pia Zebadiah

## Vorrunde
| Team               | Pts | Pld | W | L | GW | GL |
| ------------------ | --- | --- | - | - | -- | -- |
| Hyderabad Hotshots | 17  | 5   | 3 | 2 | 14 | 11 |
| Awadhe Warriors    | 16  | 5   | 3 | 2 | 13 | 12 |
| Pune Pistons       | 16  | 5   | 3 | 2 | 13 | 12 |
| Mumbai Masters     | 15  | 5   | 2 | 3 | 13 | 12 |
| Delhi Smashers     | 13  | 5   | 2 | 3 | 11 | 14 |
| Banga Beats        | 13  | 5   | 2 | 3 | 11 | 14 |

## Endrunde
|  | Halbfinale                    | Halbfinale                    |                    |                 | Finale                     | Finale                     |
|  |                               |                               |                    |                 |                            |                            |
|  | 28. August, 20:00 – Hyderabad |                               |                    |                 |                            |                            |
|  | Hyderabad HotShots            | 3                             |                    |                 |                            |                            |
|  | Pune Pistons                  | 0                             |                    |                 | 31. August, 20:00 – Mumbai | 31. August, 20:00 – Mumbai |
|  |                               |                               | Hyderabad HotShots | 3               |                            |                            |
|  | 29. August, 20:00 – Bangalore | 29. August, 20:00 – Bangalore |                    | Awadhe Warriors | 1                          |                            |
|  | Awadhe Warriors               | 3                             |                    |                 |                            |                            |
|  | Mumbai Masters                | 2                             |                    |                 |                            |                            |
|  |                               |                               |                    |                 |                            |                            |